# Schloss Düneck

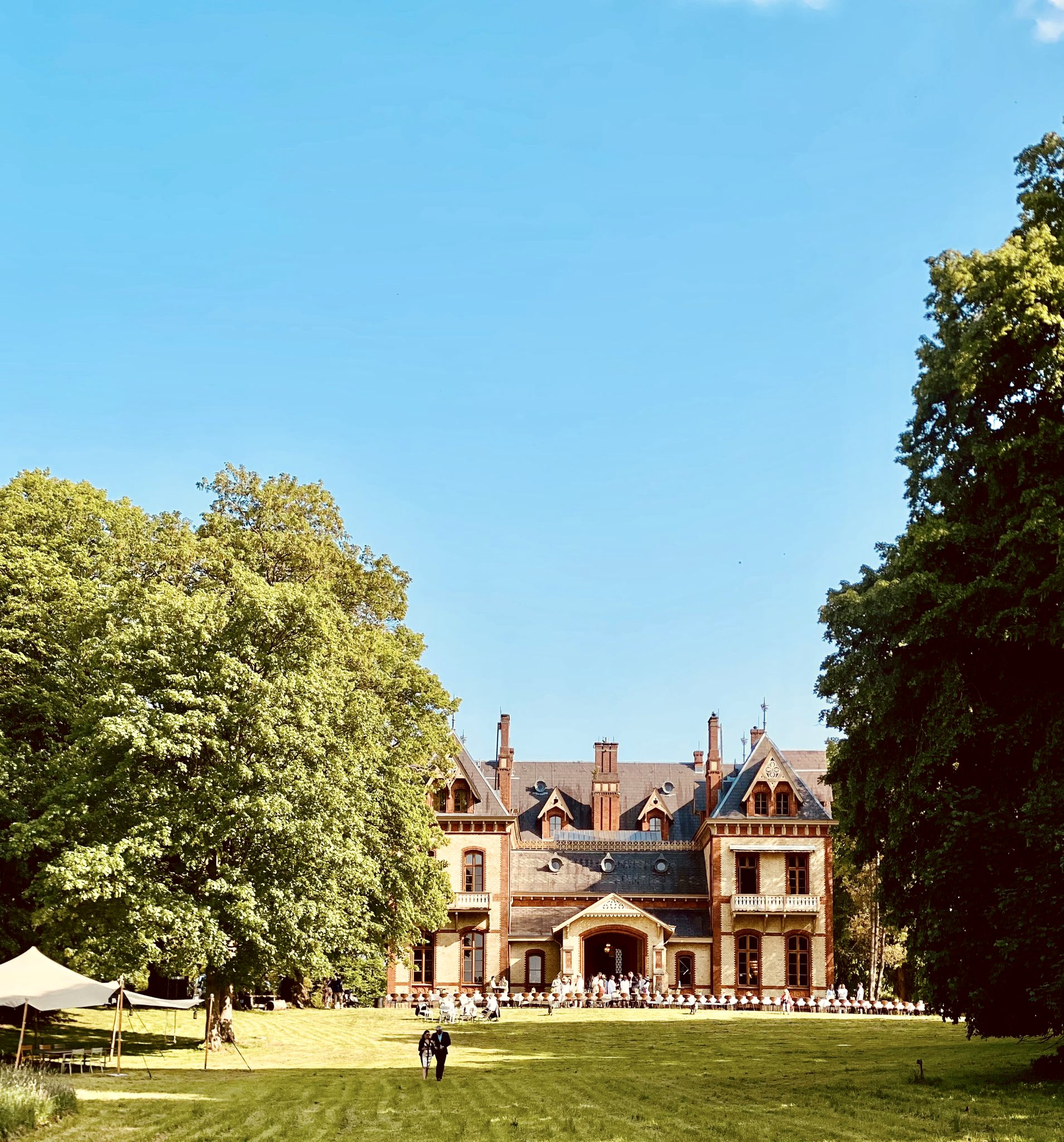
Schloss Düneck von der Eingangsseite aus gesehen

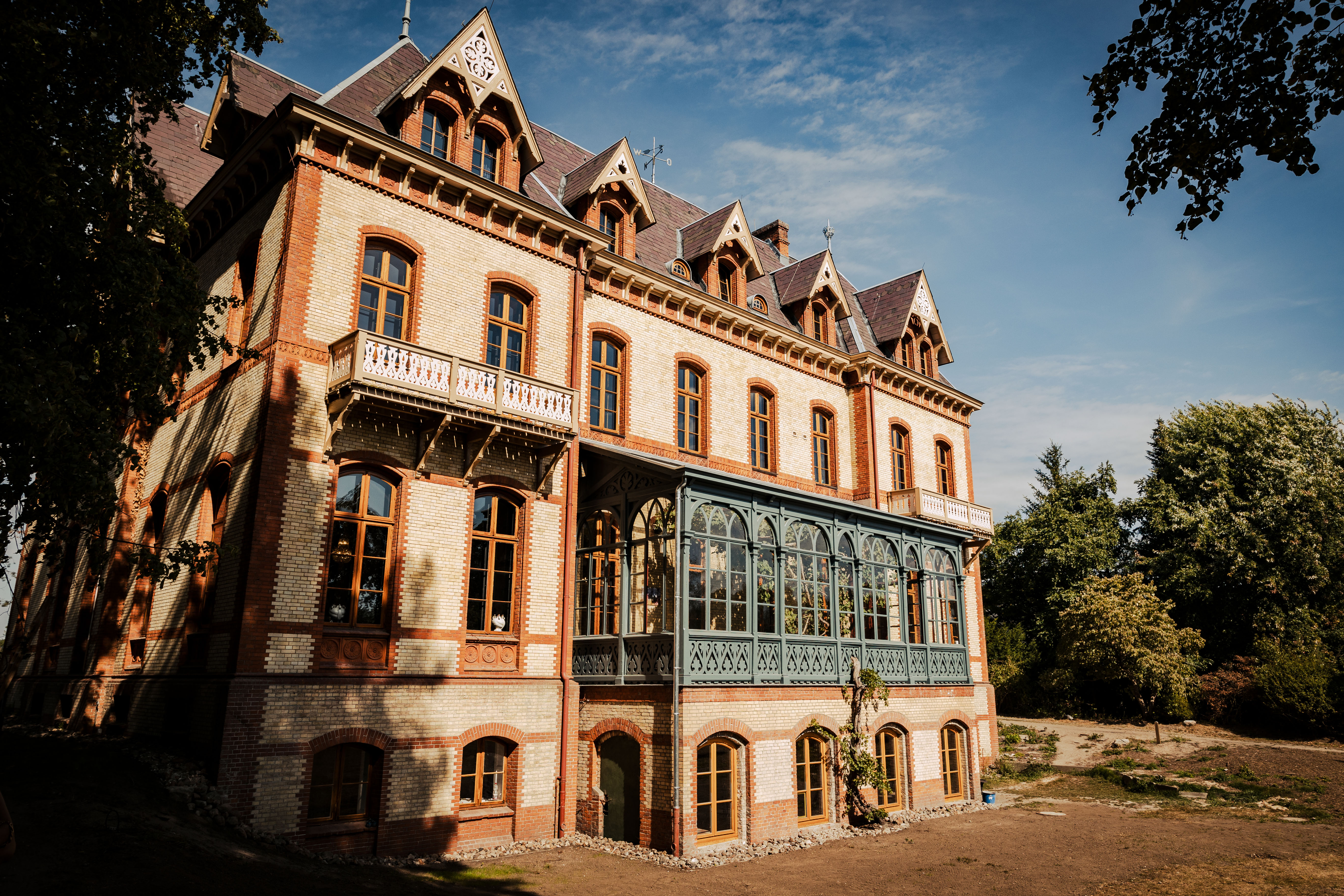
Südostseite mit Wintergarten

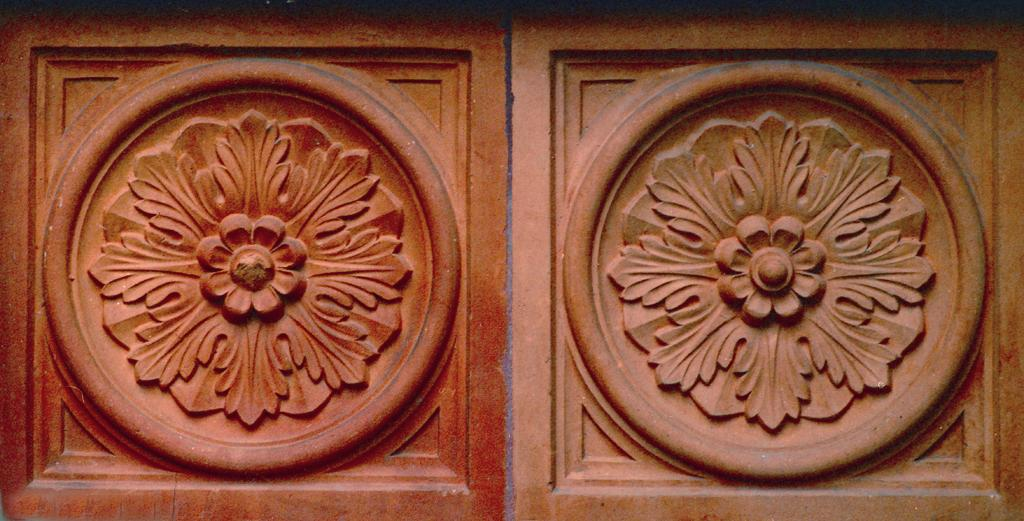
Terrakotta-Medaillons

Das Schloss Düneck ist ein Gebäude in einem ausgedehnten Park (3,6 ha) an der Klinkerstraße in Moorrege, Schleswig-Holstein. Da die Bauherrn bzw. Bewohner nicht adelig waren, handelt es sich eigentlich nicht um ein Schloss, sondern um eine repräsentative großbürgerliche Villa. Sie wurde 1871 für den reichen Deutsch-US-Amerikaner Michael Lienau (1816–1893) erbaut; Architekt war sein Bruder Detlef Lienau (1818–1887), der als einer der bedeutendsten US-amerikanischen Architekten seiner Zeit galt. Villa, Nebengebäude und der umgebende Park stehen als Kulturdenkmal von besonderer Bedeutung unter Denkmalschutz.

## Entstehungsgeschichte
Der aus Uetersen stammende Michael Lienau übernahm den Weinhandel seines Vaters Jacob Lienau und spezialisierte sich zunächst auf den Import französischer Weine. Er ließ sich schließlich in New York nieder und brachte es mit seiner 1841 dort gegründeten Handelsgesellschaft Diedrichs & Lienau sowie im Textilhandel zu einem beträchtlichen Vermögen. Lienau war außerdem mit der Leitung mehrerer New Yorker Feuerversicherungsgesellschften betraut und Präsident der First National Bank of Jersey City. In erster Ehe war er mit Sarah Adeline Booraem verheiratet, die aus einer traditionsreichen US-amerikanischen Familie aus New Amsterdam stammte, in zweiter Ehe mit Sarah Francis Van Vorst aus einer der ältesten und wohlhabendsten Familien in New Jersey. Mit seiner zweiten Frau kehrte Lienau nach Deutschland zurück. 
Er plante sein neues Domizil inmitten einer großen Parkanlage am Rande der Pinnauniederung. Sandverwehungen in dem von Krüppelkiefern spärlich bewachsenen Dünengelände erschwerten die Anlage des Parks. Lienau ließ schließlich große Teile des Geländes planieren und mit schwerem Lehmboden aus der Marsch überdecken.

## Architektur
Detlef Lienau, der 1837 an der von Klöden gegründeten Berliner Gewerbeschule lernte, studierte später an der Baugewerkschule München. Seine 177 überlieferten Handzeichnungen und Ornamentstudien, die sich im Archiv der Avery Library an der Columbia-University in New York befinden, lassen auf ein intensives Studium der das Schinkel’sche Berlin prägenden Stilrichtungen schließen. Der begabte Architekt war dabei stets um Reinheit und Balance bemüht. Er erhielt 1847 in einem Architekturwettbewerb für seinen am Spätklassizismus orientierten Entwurf des Altonaer Krankenhauses den ersten Preis; der Bau wurde jedoch erst 1859–1861 nach einem von dem Architekten Winkler überarbeiteten Entwurf mit einer Klinkerverkleidung ausgeführt. Von 1842 bis 1846 arbeitete Detlef Lienau im Büro des französischen Architekten Henri Labrouste in Paris, zu dessen bekanntesten Schöpfungen die Bibliothèque Sainte-Geneviève gehört. In Paris erhielt Detlef Lienau entscheidende Prägungen. In New York, wohin er seinem Bruder folgte, wurde er rasch erfolgreich und baute für zahlreiche prominente Bauherrn Villen und Landhäuser. Sein Name war verknüpft mit der Einführung des französischen Mansarddachs aus der Zeit des Second Empire. Für seinen Bruder Michael entwarf er ein kleines Cottage in New Jersey, dessen überdachter Eingangsbereich den wesentlich aufwändigeren von Schloss Düneck vorwegnimmt. Lienaus bekanntestes Bauwerk in den USA ist die Villa für den Eisenbahnunternehmer LeGrand Lockwood in South Norwalk (Connecticut), in der Außengestaltung am Stil der französischen Renaissance orientiert, im Innern überbordend luxuriös. Detlef Lienau entwarf auch das schlichte Haus der Familie Lienau in Uetersen, in dem zeitweilig der Weinhandel untergebracht war. Die Originalzeichnungen für Schloss Düneck, die Nebengebäude und das Tor befinden sich im Archiv der Avery Library der Columbia University in New York. 
Schloss Düneck ist ein achtachsiger Bau mit zwei Hauptgeschossen auf hohem Souterrain, aus gelbem und rotem Backstein gemauert. Das mit Schiefer gedeckte Dach wird von zahlreichen Gauben mit weißen Ziergiebeln aufgelockert. Die Südostseite mit dem Wintergarten ist insgesamt schlichter gehalten als die Eingangsseite im Nordwesten. Dort rahmen zwei Seitenflügel den repräsentativen Eingang ein. Nach innen schließt sich eine durchgehende Halle an. Die Seitenräume des ersten Obergeschosses sind von einer Galerie aus zu erreichen. Das Ensemble wird durch ein großes, kunstvoll eingefasstes Oberlichtfenster beleuchtet.

## Galerie

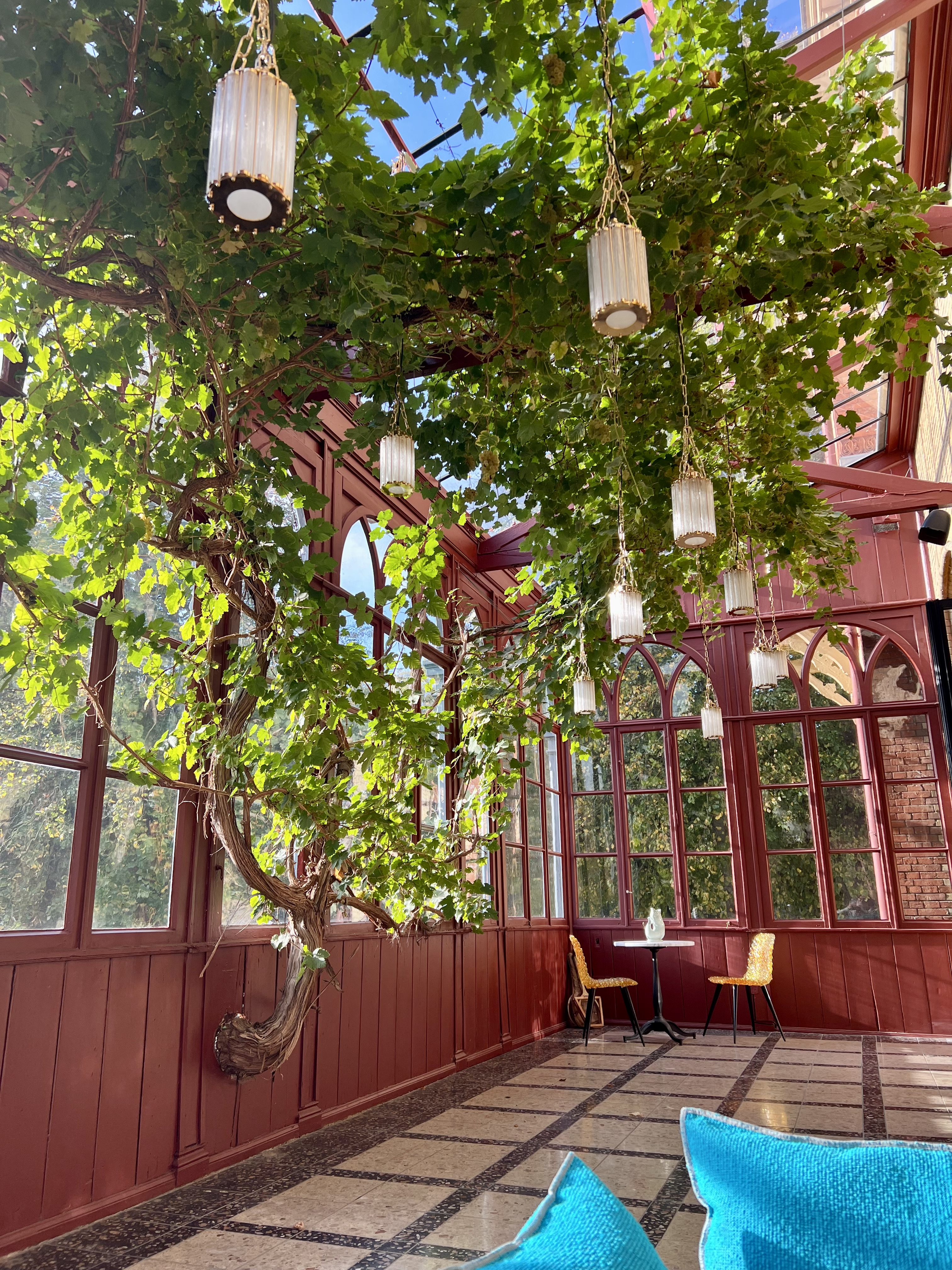
Blick in den Wintergarten
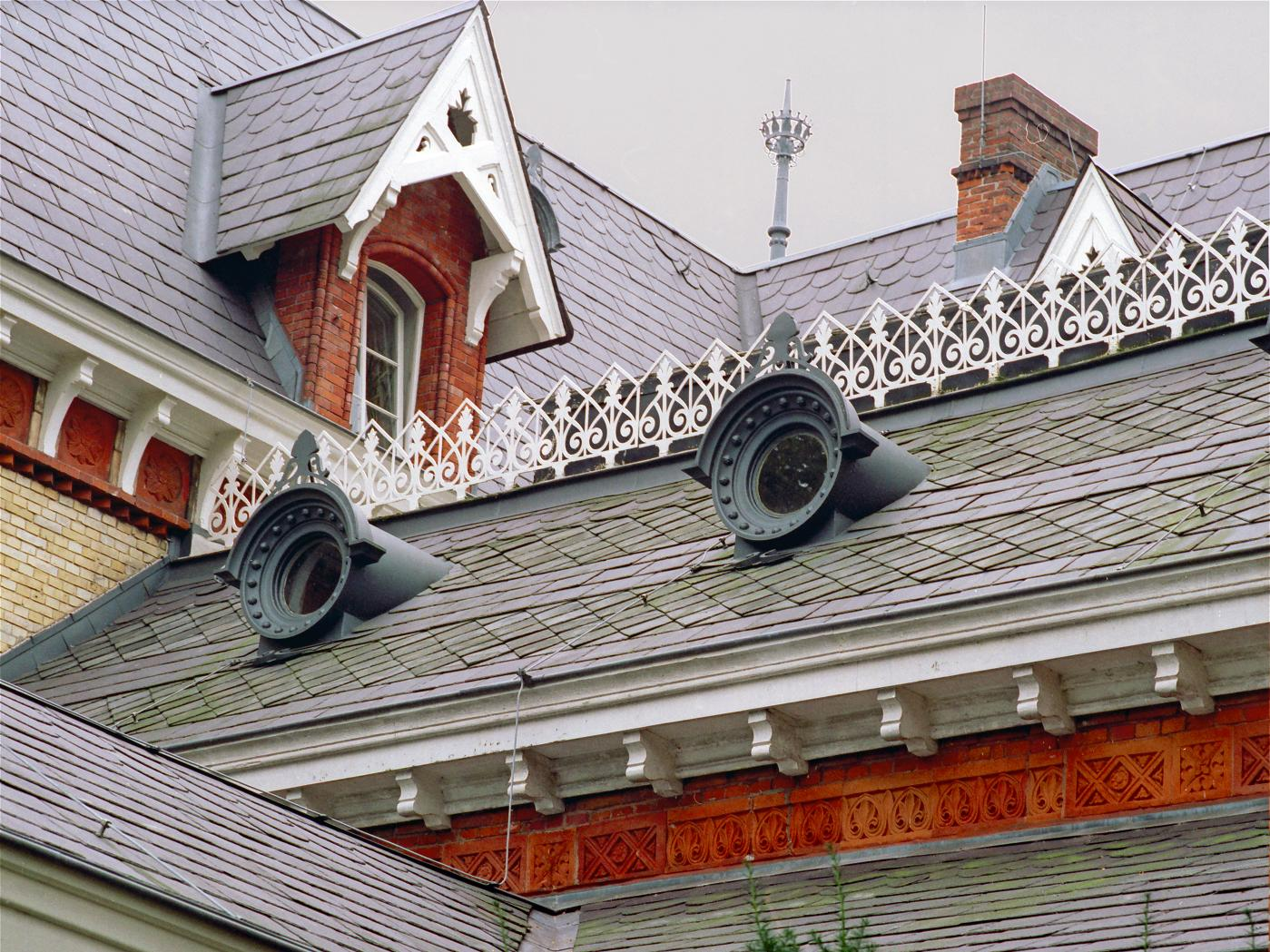
Dachkonstruktion auf der Eingangsseite
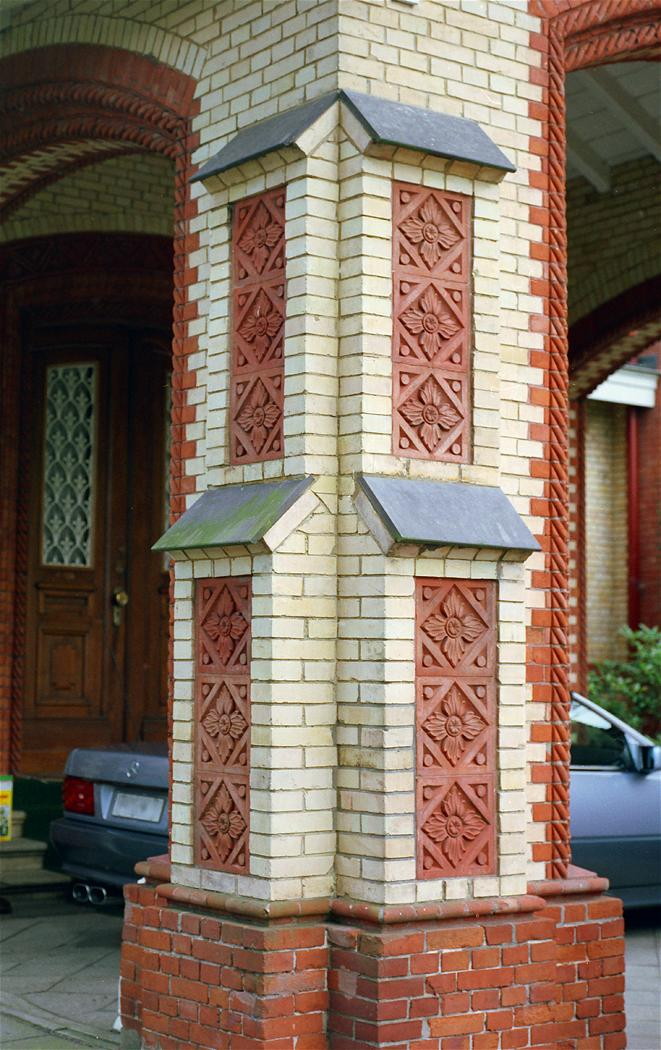
Pfeiler mit Terrakottaelementen
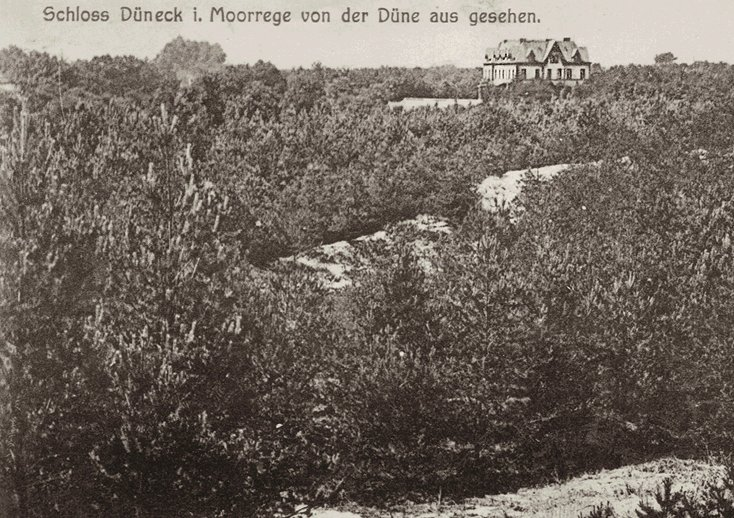
Das Haus inmitten der Dünenlandschaft, um 1880
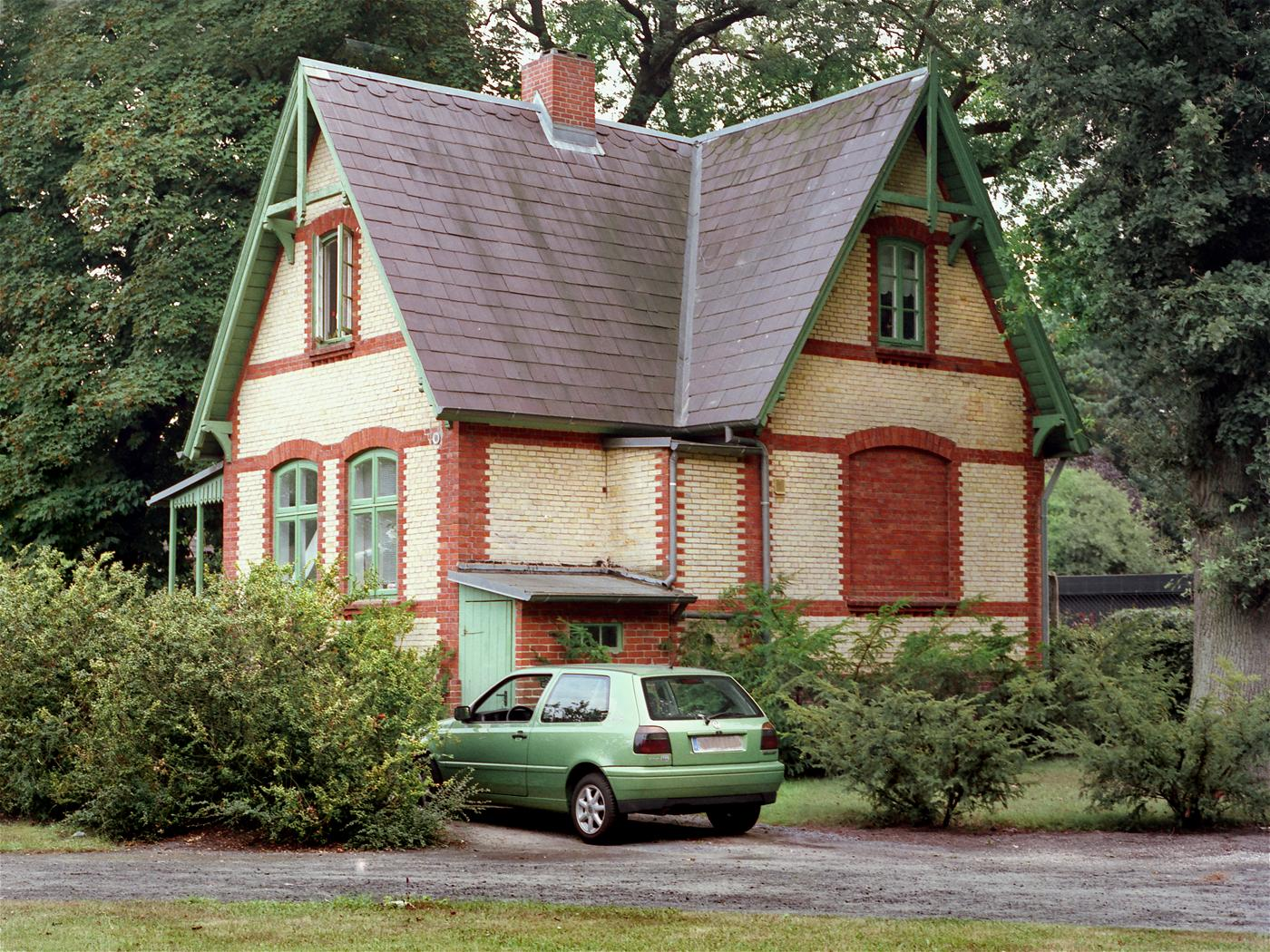
Gärtnerhaus im Park
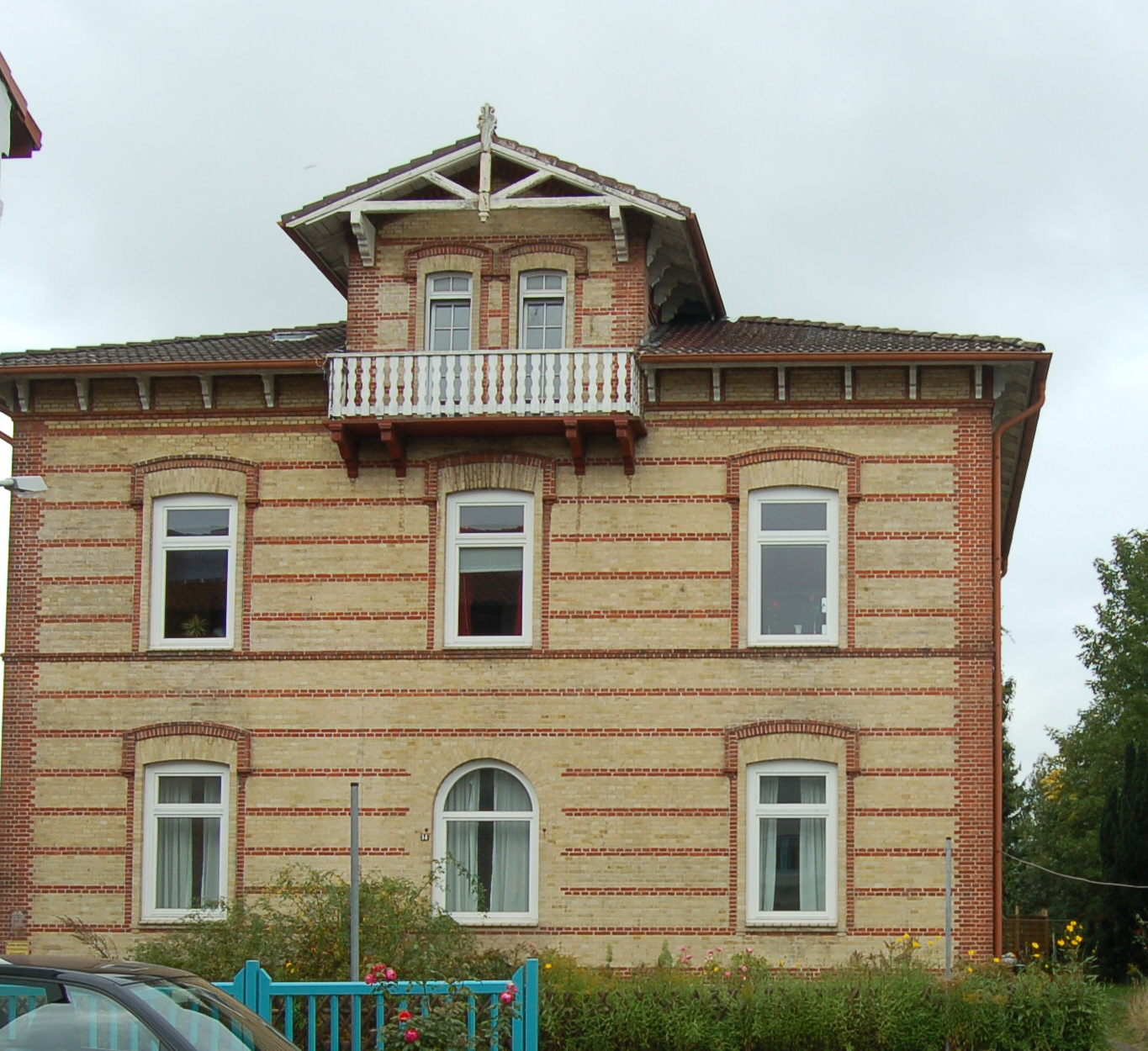
Lienau-Haus in Uetersen (von Detlef Lienau)

## Wechselnde Nutzung
- Nach dem Tod Michael Lienaus 1893 folgte der geschäftliche Niedergang. Die Familie verkaufte das Anwesen an den aus Uetersen stammenden Ziegeleibesitzer und Reeder Kapitän Johann Peter Baas, der mit den Familien Tantau und Kedenburg verwandt war. Lienau und Baas waren Freunde und Geschäftspartner. Gemeinsam mit der Klosterpriörin von Rantzau, Ludwig Meyn und dem Klosterprobst von Ahlefeldt initiierten sie 1873 die Gründung der Uetersener Dampfziegelei, später Uetersener Dampfziegelei J. P. Baas Nachfolger. 1874 gründeten Lienau, Baas und der Bürgermeister Ernst Heinrich Meßtorf den Uetersener Credit-Verein eG, seit 1920 Uetersener Bank eGmbH, seit März 1941 Volksbank Uetersen eGmbH.
- Johann Peter Baas verpachtete Schloss Düneck an den Sanatoriums- und Wasserarzt Dr. August Friedrich Erfurth, der das Haus als Heilanstalt für alkoholgefährdete Mädchen aus wohlhabenden Familien nutzte. Baas bewohnte das Haus nicht selbst, sondern lebte seit 1890 in einem Haus an der Marktstraße, das seiner verstorbenen Tante Cäcilie Bleeker, geborene Kedenburg, gehört hatte. 1905 überließ Baas Schloss Düneck seiner Tochter Emma Margarethe und seinem Schwiegersohn Eduard Schwab, der Düneck in eine Nervenheilanstalt verwandelte. Sie musste 1908 geschlossen werden, nachdem sich Suizidfälle ereignet hatten. Johann Peter hatte zwei Brüder: Christian, Pächter der Pinnau-Fähre, und Jochim, Kapitän und Schiffseigner, zu dessen Nachfahren der 1967 verstorbene Maschinenfabrikant aus Wedel in Holstein Erwin Baas (BAAS Technik GmbH) und sein Sohn, der deutsche Diplomat Norbert Baas gehören.
- Danach hatte Schloss Düneck wechselnde Eigentümer und stand viele Jahre ungenutzt leer. 1923/1924 erwarb es die Landesbank Kiel bei einer Zwangsversteigerung.
- 1937 verkaufte die Landesbank Kiel das Schloss Düneck an die Nordmark-Werke. Die Gründer Julius Wolf und Alfred Voss, Honorarkonsul von Ungarn und Inhaber der Margarine-Werke von Hinrich Voss in Altona, zogen mit ihren Familien 1943 von Hamburg nach Moorrege. Annemarie Voss, die Witwe von Alfred Voss, blieb wie Julius Wolf in Moorrege und führte nach dessen Tod die Margarine-Werke fort. Sie widmete sich als Ortsvorsitzende des DRK in Moorrege und als Mitglied im DRK-Präsidium in Kiel zahlreichen karitativen Aufgaben.
- Als 1980 die Nordmark-Werke, die 1968 von der BASF übernommen worden waren, einen Abbruchantrag stellten, wurde die Gemeindevertretung Moorrege aktiv. Sie verhinderte den Abbruch durch Aufstellung eines Bebauungsplans mit einer Veränderungssperre. Außerdem beantragte man erfolgreich, das Gebäude unter Denkmalschutz zu stellen.
- Nach mehrjährigen Verhandlungen übernahm ein privater Investor, Hans-Werner Rathjens, das Objekt. Er richtete mehrere Wohnungen ein und restaurierte Gebäude und Parkanlage. Der ehemalige Uetersener Bürgervorsteher Lothar Mosler setzte sich für den Erhalt und Restaurierung des Hauses ein.
- Nach erneuten langen Jahren des Leerstands erwarb 2021 Andreas Hanitsch, ein mit der Sanierung von Baudenkmälern erfahrener Hamburger Unternehmer, Schloss Düneck für seine Familie und als Veranstaltungsort für Konzerte, Ausstellungen und Feste. Das Haus wurde 2021/2022 in Abstimmung mit der Denkmalpflege umfangreich restauriert.